# Kocaagizus pirireisi
Kocaagizus pirireisi är en stekelart som beskrevs av Miktat Doganlar 1993. Kocaagizus pirireisi ingår i släktet Kocaagizus och familjen finglanssteklar. Inga underarter finns listade i Catalogue of Life.